# Лехура
Лехура (груз. ლეხურა) — річка в Грузії, протікає територією Ахалґорського та Каспського муніципалітетів. Ліва притока Мткварі. Витоки має в південній частині Харульського хребта, на висоті 2025 м. Довжина 43 км, площа басейну 285 км². Підживлюється снігом, дощами та підземними водами. Повені зазвичай навесні.
Середньорічні витрати 2,99 м³/с.
Від Лехури прокладено 5 каналів, які зрошують 5700 га землі. 